# Судозаводский (микрорайон Перми)
Судозавод (Судозаводский) — микрорайон в Перми.

## География
Микрорайон расположен в Кировском районе в правобережной части Перми. Представляет собой разросшийся в последние годы посёлок бывшего судозавода «Кама» (ныне – Пермской судоверфи), чья территория ограничивается с запада – улицей Калинина, с севера – улицей Светлогорская и Западным обходом Перми, с востока – промзоной Пермской судоверфи, с юга и юго-запада – улицами Оханская, Байкальская и Юнг Прикамья. С юго-западной стороны граничит с микрорайоном Старые Водники. 

## История
Официальная дата появления посёлка – 1931 год, когда началось строительство судозавода «Кама». Завод строил бронекатера, буксирные пароходы и нефтерудовозы. 
В 1941 году посёлок Судозавод вошёл в состав Перми. После постройки Красавинского моста (2005) микрорайон развивается как спальный район. 

## Транспортное сообщение
По улицам Судозавода курсируют магистральные автобусные маршруты № 2, 15, 20, 52, 60, 64 и 80, а также внутрирайонные маршруты № 39, 65, 66 и 79. Кроме того, по территории микрорайона проходит межмуниципальный автобусный маршрут № 205.

## Социальная сфера
На территории микрорайона находятся:
- Химико-технологическая школа «СинТез»;
- профессиональный лицей № 12

Имеется:
- стадион «Авангард»

## Промышленность
В микрорайоне расположено производство «Пермской судоверфи» (до 2006 года — судозавод «Кама»). Предприятие, перешедшее в 2021 году под контроль краевого правительства, производит пристани для речных судов на электрической тяге по заказу правительства Москвы, аналогичные изделия планируется использовать и в Пермском крае.

## Улицы
Основные улицы микрорайона: Калинина, Светлогорская, Адмирала Ушакова. Второстепенные улицы: Адмирала Макарова, Байкальская. Буксирная, Камышинская, Оханская, Промучасток, Сокольская, Судозаводская, Юнг Прикамья.
Переулок: Веслянский.

## Достопримечательности
Затон для стоянки речных судов, в котором проходили съёмки фильма «Географ глобус пропил». Сторожевой катер у проходной бывшего судозавода «Кама», памятник Юнгам Прикамья.